# Churer NS-Denkmal

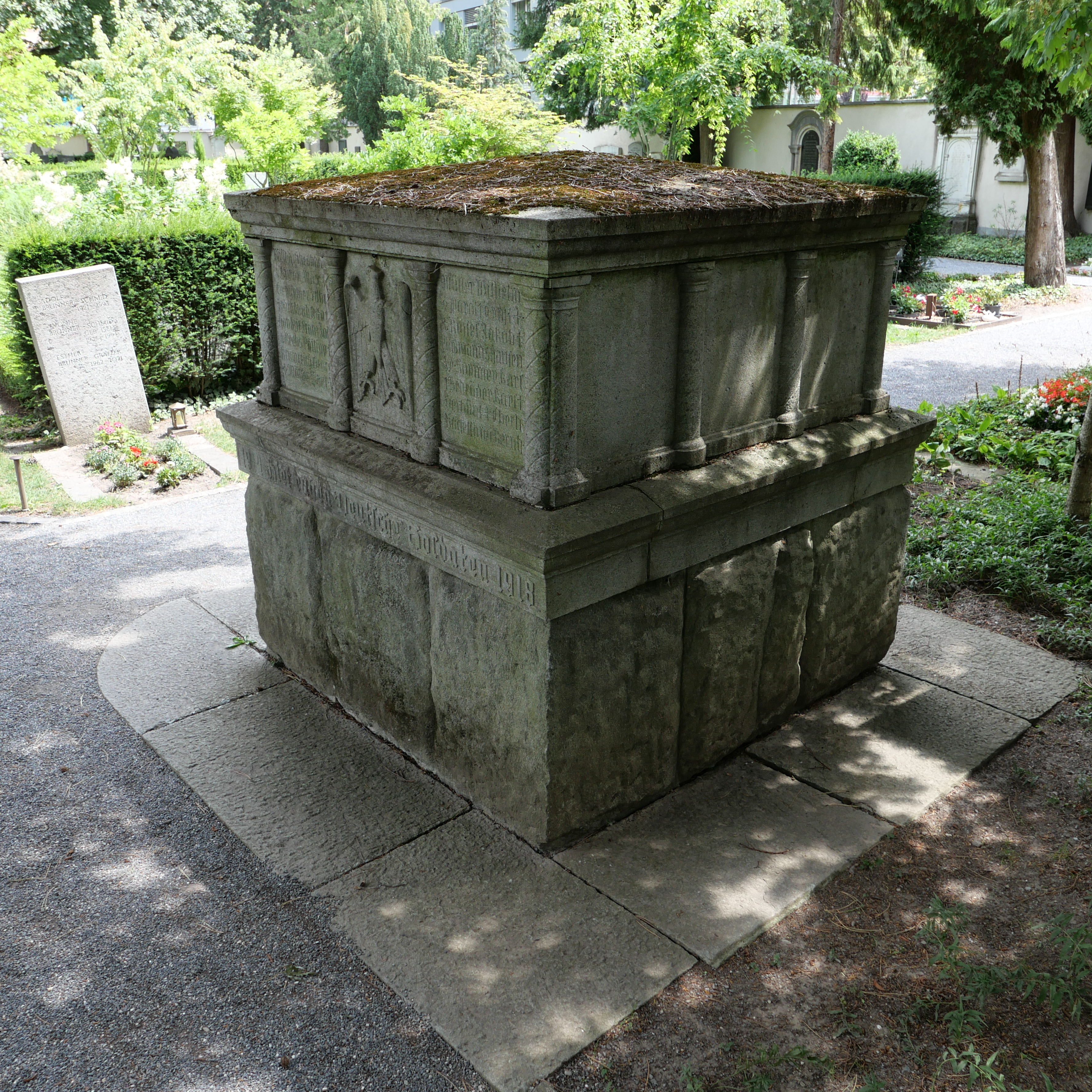
Das Steindenkmal auf dem Daleu-Friedhof (2024)

Das Churer NS-Denkmal ist ein 1938 von der damals nationalsozialistisch orientierten deutschen Kriegsgräberfürsorge erstelltes Denkmal auf dem Friedhof Daleu im schweizerischen Chur. Es erinnert an im Ersten Weltkrieg in der Schweiz internierte und dort verstorbene deutsche Soldaten und enthält das Grab eines Vertreters der Hitlerjugend.
In die Schlagzeilen geriet es 2023 durch die Recherchen einer Journalistin von Schweizer Radio und Fernsehen (SRF). Sie stellte fest, dass die Stadt Chur bis heute nicht aufgearbeitet hat, wie es dazu kam, dass dieses Denkmal damals aufgestellt werden konnte. Es handelt sich um das einzige bekannte NS-Denkmal überhaupt in der Schweiz (siehe Liste von Kriegsgräberstätten).
Ein Historiker und Mitglied des Churer Stadtparlaments forderte in der Folge die genauere historische Aufarbeitung des Sachverhalts und eine Informationstafel bei der Gedenkstätte. Das Parlament stimmte dem grundsätzlich zu.
2024 wurde die Informationstafel aufgestellt. Der Historiker und andere Fachleute zeigten sich unbefriedigt von der Tafel: Sie sei zu allgemein gehalten und gehe zu wenig auf den NS-Hintergrund sowie die Verantwortung der Behörden ein. Es stellte sich heraus, dass die Tafelinformation vom vormaligen Churer Stadtarchivar Ulf Wendler erstellt worden war. Dennoch weigerte sich das Churer Stadtparlament, Änderungen daran zu verlangen.